# Helix lucorum

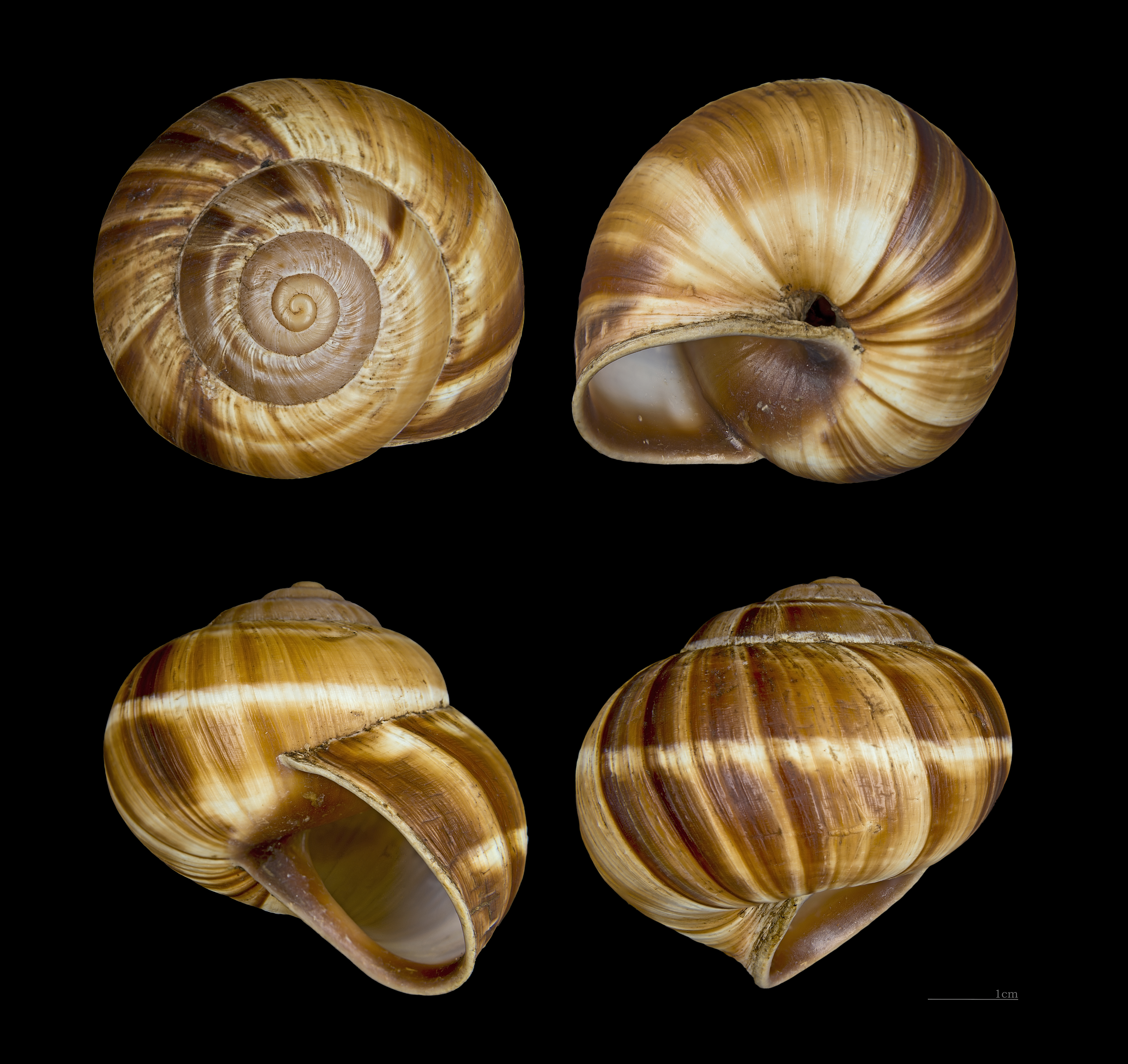
Helix lucorum

El caracol turco (Helix lucorum) es una especie de molusco gasterópodo pulmonado terrestre de la familia Helicidae, de gran tamaño, comestible.

## Distribución
Es nativa de Europa Oriental y del Asia Menor, y en la actualidad se encuentra como especie invasora en otras zonas de Europa y América del Sur:
- Europa central (invasor): República Checa, Hungría
- Europa del Este (nativo): costa occidental del mar Negro (Rumania)
- Sur de Europa (según zonas): Italia, Cerdeña, Croacia, Bosnia, Herzegovina, Macedonia del Norte, Albania, Grecia
- Europa Occidental (invasor): Francia y España
- América del Sur (no nativa): Brasil (sólo en cautiverio)